# Гибсон, Азизи
Азизи Гибсон (англ. Azizi Gibson) — американский независимый хип-хоп-исполнитель, основатель лейбла preHISTORIC. Музыка Гибсона включает в себя различные влияния, начиная с классического хип-хопа и трэпа и заканчивая ню-металом, и отличается мелодичной, но вместе с тем техничной и артикуляционно точной манерой исполнения. За свою карьеру выпустил семь студийных альбомов, два мини-альбома и ряд микстейпов. Последний альбом Гибсона, Reaping the Benefits, вышел в 2020 году.

## Биография
Родился 5 октября 1990 года во Франкфурте, ФРГ, в семье выходцев из Заира. Его родители были военными, в связи с чем семья часто меняла место жительства. Так, до того как обосноваться в Мериленде, США, в конце 2000-х, он побывал в Таиланде и Сингапуре. В 2010 году он бросил колледж и переехал в Лос-Анджелес. На тот момент Гибсон уже увлекался хип-хопом и имел уже самостоятельно записанный низкобюджетный микстейп. Познакомившись с продюсером Flying Lotus, он был подписан на его независимый лейбл Brainfeeder, на котором уже в 2013 году выпустил микстейп Ghost in the Shell. В 2014 году последовал релиз мини-альбома Backwards Books, а в 2015 году Гибсон записал свой первый студийный альбом Prehistoric Till Death, а также основал собственный независимый лейбл preHISTORIC. В том же году он принял участие в совместном треке с Waka Flocka Flame «Slave Ship», который расширил аудиторию Гибсона.
В 2016 году вышел его второй альбом, A New Life, а в 2017 году Гибсон выпустил свой третий альбом — Memoirs of the Reaper, а также провел тур по США и Канаде.
В 2018 году записал и выпустил два очередных альбома — Xenophile и Backward Books 2. В 2019 году последовал релиз шестого студийного альбома, озаглавленного Chimera Act.
Весной 2020 года Гибсон выпустил свой седьмой студийный альбом Reaping the Benefits.

## Дискография
Студийные альбомы
- Prehistoric Till Death (2015)
- A New Life (2016)
- Memoirs of the Reaper (2017)
- Xenophile (2018)
- Backward Books 2 (2018)
- Chimera Act (2019)
- Reaping the Benefits (2020)

Микстейпы
- Ghost in the Shell (2013)

Мини-альбомы
- Backwards Books (2014)